# Borley Rectory
Borley Rectory era un edificio di undici camere da letto più altre stanze costruito nel 1863 a Borley, villaggio della contea dell'Essex, 60 miglia a nord-est di Londra, e distrutto nel 1939 da un incendio. Divenne famoso per presunti casi di infestazione da poltergeist.

## Storia
Il reverendo Henry Dawson Ellis Bull lo fa costruire come canonica nel 1863; lui e i suoi discendenti vi abitano per sessantacinque anni, fino al 1927, poi lasciano la casa al nuovo parroco, il reverendo Guy Smith, che vi abiterà con la moglie per meno di un anno; in seguito alle voci di infestazioni spiritiche, Smith chiede aiuto al Daily Mirror, che manda da lui il noto studioso di parapsicologia Harry Price insieme con un giornalista.
Dal 1930 la casa viene abitata dall'anziano reverendo Lionel Foyster con la giovane moglie Marianne. Foyster annota nel proprio diario una serie di fenomeni come pietre e libri che volano, campanelli che suonano da soli, oggetti che spariscono e altri che appaiono all'improvviso, colpi e getti d'acqua che disturbano il sonno dei residenti. Il pastore tenta un esorcismo che però non ha alcun effetto. Una notte la moglie vede anche una grande forma scura, simile a un enorme pipistrello, impossibile da identificare.

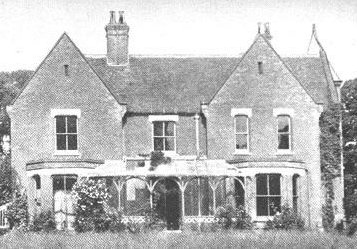
Borley Rectory qualche anno dopo la sua costruzione

Dopo qualche tempo, si cominciano a rinvenire anche misteriosi messaggi in cui si implora aiuto, scritte sui muri, richieste di preghiere e di messe. Nel 1935 i Foyster abbandonano la casa, e solo nel 1937 arriva un nuovo inquilino, lo stesso Harry Price che aveva già visitato la casa nel 1929 e che vi fa abitare, a rotazione, 48 investigatori assoldati tramite un annuncio su un giornale locale.
Una cupa leggenda popolare racconta che sul luogo dove il reverendo Bull ha eretto il rettorato sorgeva anticamente un monastero. Una monaca rinchiusa tra quelle mura si innamora, ricambiata, di un giovane cocchiere. Dopo alcuni incontri, con la complicità di un frate, i due decidono di fuggire e, una notte, il frate li fa salire su una carrozza e sferza i cavalli al galoppo. Però al monastero qualcuno dà l'allarme e la carrozza viene bloccata. Dopo un processo sommario, il frate e il cocchiere vengono giustiziati, e la giovane monaca murata viva in una cella sotterranea.
Dagli abitanti della zona Harry Price viene a sapere che, nel corso dei decenni, molti testimoni avrebbero visto dopo il tramonto una monaca in abiti neri percorrere a testa china il viottolo che unisce il rettorato al limitare del bosco, tanto che quel viottolo è chiamato "sentiero della monaca".

Harry Price decide di ricorrere alle sedute medianiche, attraverso le quali verrebbe contattato lo spirito di una suora francese cattolica, Maria Lairre, vissuta nel XVII secolo.

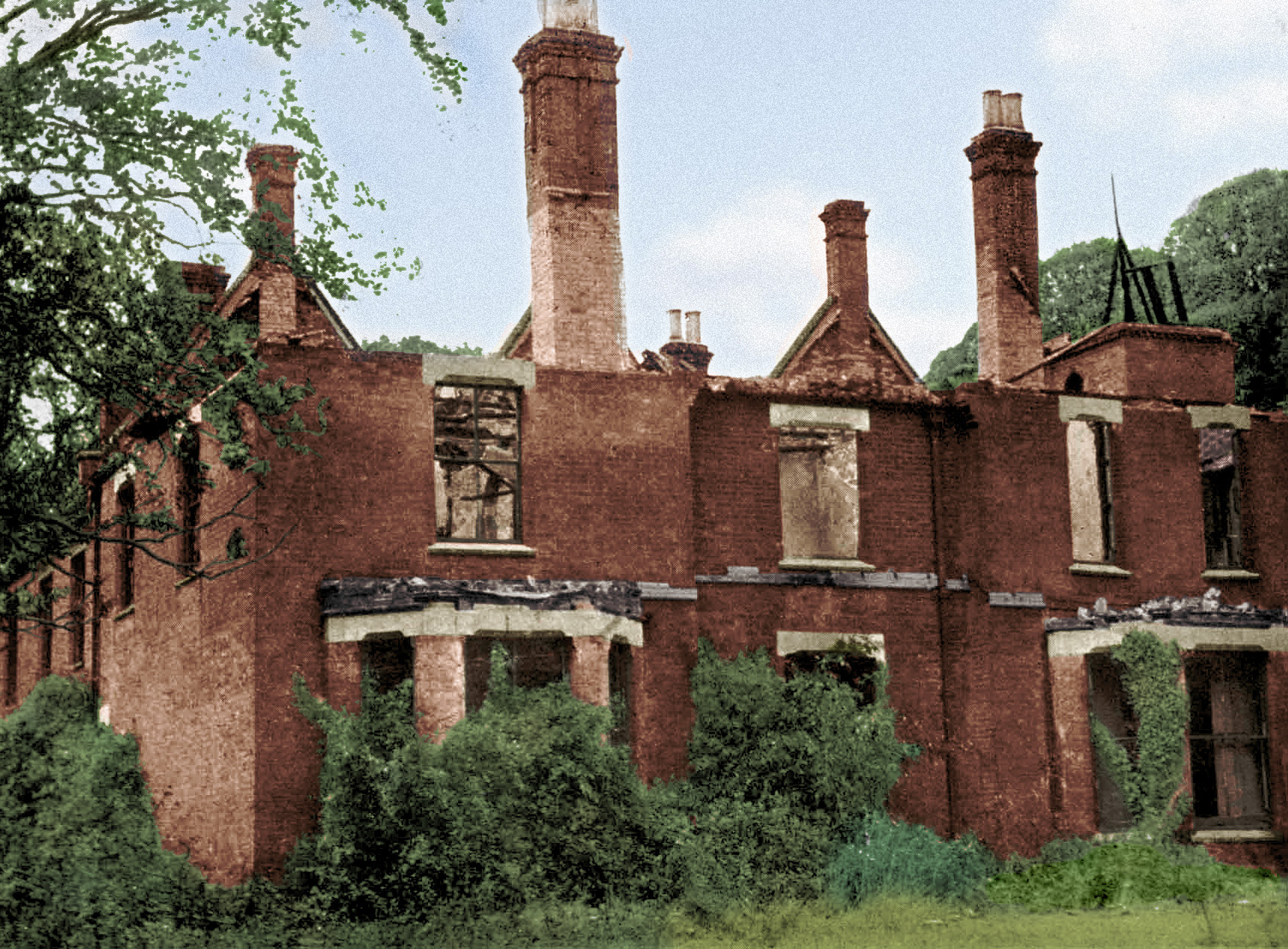
I resti di Borley Rectory dopo l'incendio

Nel 1939 un incendio rade al suolo il rettorato. Un'inchiesta svela che l'incendio è il risultato di una tentata frode alla compagnia assicurativa da parte del nuovo proprietario, il capitano W. E. Gregson.
Price pubblica nel 1940 un libro, "The Most Haunted House in England".
Nel 1943 Harry e i suoi collaboratori decidono di avviare degli scavi, che portano alla luce un osso parietale e una mandibola con cinque denti ancora inseriti. All'esame necroscopico i resti risultano appartenere a un essere umano di sesso femminile e di età inferiore ai trent'anni, che rappresenterebbe la monaca della leggenda. I resti vengono sepolti cristianamente. Già dal 1938, tuttavia, si sapeva che la parrocchia non era stata costruita sopra un antico monastero, ma sopra il terreno nel quale erano state sepolte le vittime di un'epidemia di peste del XVII secolo, e che in passato erano stati trovati molti altri resti umani.
Nel 1944 le rovine dell'edificio vengono distrutte.

## L'inchiesta della SPR
Nel 1951 la famosa associazione Society for Psychical Research (SPR) decise di aprire un'inchiesta sul caso di Borley, che durò cinque anni e portò risultati clamorosi: i tre ricercatori della SPR conclusero infatti che Price aveva compiuto frodi, falsificato le prove e alterato le testimonianze, e che nei presunti fenomeni accaduti non si riscontrava nulla di eccezionale.
Ad esempio:
- Price raccontò che il reverendo Smith gli aveva chiesto di "disinfestare" la casa, mentre il vero obiettivo del pastore era ottenere una dichiarazione ufficiale che mettesse fine alle voci.[2]
- il giornalista del Daily Mirror Charles Sutton, che aveva visitato la casa insieme con Price, riferì che dopo alcuni "fenomeni" rumorosi, afferrò Price e scoprì che aveva le tasche piene di pezzi di mattone e ciottoli.[3]
- Price raccontò nei suoi scritti dell'apparizione di un uomo senza testa, ma nelle testimonianze originali il reverendo Bull diceva soltanto di aver visto «le gambe di un uomo nascosto dagli alberi da frutta» e di aver pensato che fosse un bracconiere.[2]
- Nel 1958 la vedova del reverendo Forley, rintracciata dal ricercatore della SPR Trevor R. Hall, raccontò che il marito credeva veramente che la casa fosse infestata ma che molti degli eventi riportati nel suo diario, come la «grande forma scura, simile a un pipistrello» erano inventati di sana pianta. Dichiarò inoltre che uno dei suoi amanti si divertiva a fare scherzi crudeli al vecchio parroco, spostando gli oggetti di nascosto o muovendosi misteriosamente nel giardino.[4]